# جاي بولسون
جاي بولسون (بالإنجليزية: Jay Paulson)‏ هو ممثل أمريكي، ولد في 29 مايو 1978 بنيويورك في الولايات المتحدة.

## أعمال

### مسلسلات
- رجال ماد
- طريق أكتوبر
- كاسل

## وصلات خارجية
- جاي بولسون على موقع IMDb (الإنجليزية)
- جاي بولسون على موقع ألو سيني (الفرنسية)
- جاي بولسون على موقع أول موفي (الإنجليزية)
- جاي بولسون على موقع قاعدة بيانات الأفلام السويدية (السويدية)
- جاي بولسون على موقع قاعدة بيانات الفيلم (الإنجليزية)
- جاي بولسون على موقع كينوبويسك (الروسية)